# 土浦市警察
土浦市警察（つちうらしけいさつ）は、かつて存在した茨城県土浦市の自治体警察。

## 概要
旧警察法の施行で、従来の茨城県警察部が解体され、1948年（昭和23年）3月7日に土浦市警察署が設置された。
その後、1954年（昭和29年）に、旧警察法が全面改正されて新警察法が公布された。これにより国家地方警察と自治体警察が廃止され、新たに都道府県警察として茨城県警察本部が発足。土浦市警察も茨城県警察に統合され、姿を消した。

## 警察署
昭和23年3月7日、GHQの占領政策で自治体警察制度が開始され、土浦市は、亀城公園北の水戸地区憲兵隊土浦分隊跡に土浦市警察署を置いた。署長は植武丹蔵警視正。署員は45で、殆どは国家警察の巡査が転じ、国警土浦署と土浦市警は協調して警察事務を執行した。

### 沿革
戦前は土浦警察署の沿革である。
- 明治8年5月 - 茨城県、土浦城址本丸に土浦警察出張所を置く。邏卒10。初代所長、松本学技。
  - 11月 - 所長を警部、邏卒を巡査に改称
- 明治10年2月 - 茨城県土浦警察署
- 明治14年5月 - 田宿町に移転。3代署長、池袋啓造。
- 明治44年3月 - 本町の民有地1610㎡を買収し移転。洋風3階建の庁舎と高さ134ｍの火の見櫓を建設。旧署は田宿町交番として存続。
- 昭和12年3月 - 立田町の土浦刑務所跡（旧土浦藩囚獄）に新築移転。旧署は敷地建物共に売却。
  - 5月  - 本町の火の見櫓解体
- 昭和23年3月 - 自治体警察土浦市警察署発足。管理する土浦市公安委員長には市議会の清水浄副議長を選出。
- 昭和29年7月 - 市警廃止、国警に一本化